# 杨谊群
杨谊群（1960年—），独龙族，中华人民共和国政治人物、第十一届全国政协委员。
加入中国共产党，担任云南省统计局副局长、党组成员。2008年，当选第十一届全国政协委员，代表少数民族界，分入第五十组。